# Melphinyet statirides
Melphinyet statirides is een vlinder uit de familie van de dikkopjes (Hesperiidae). De soort is voor het eerst wetenschappelijk beschreven als Baoris statirides door William Jacob Holland in een publicatie uit 1896.
De soort komt voor in de bossen van Sierra Leone, Liberia, Ivoorkust, Ghana, Nigeria, Kameroen, Equatoriaal Guinea, Gabon, Congo-Brazzaville en Congo-Kinshasa.